# نمارة (ذمار)
نماره هي إحدى قرى الجمهورية اليمنية. تتبع جغرافيا لمحافظة ذمار وإداريًا لمديرية عنس. يبلغ تعداد سكانها 1651 نسمة حسب الإحصاء الذي أجري عام 2004.